# مكتبة وطنية

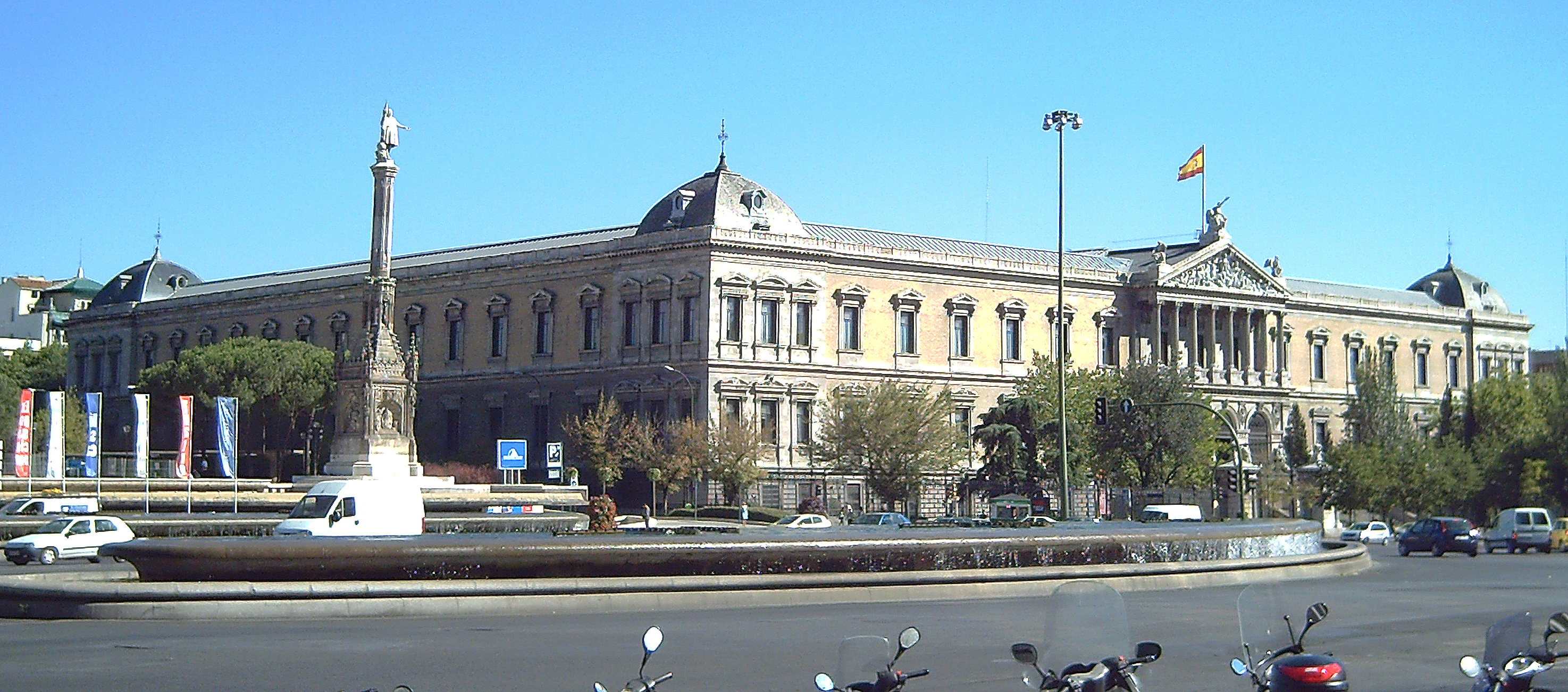
نظرة عامّة لمقر مكتبة إسبانيا الوطنية في مدريد.

المكتبة الوطنية هي مكتبة تنشئها الدولة خصيصا كمستودع معلومات للبلد، حيث تقوم بجمع وحفظ التراث الفكري الوطني والإعلام عنه ويتم الجمع من خلال قانون الإيداع القانوني أو ما يسمى أيضا بالإيداع الشرعي، وهو القانون الذي يلزم المؤلف أو الناشر أو المطبعة بإيداع نسخة أو أكثر من المطبوع أو المنشور في المكتبة الوطنية مجانا، وضمن شروط معينة ليأخذ بعد ذلك رقما للإيداع.
وتختلف المكتبة الوطنية عن المكتبات العامة بأنها لا تسمح عادة للمواطنين باستعارة الكتب. وتحوي المكتبة الوطنية المخطوطات والكتب القيمة والنادرة والأعمال الهامة، فضلا عن أحدث المنشورا، ولذلك تكون أرصدتها من الكتب هامة وضخمة في العادة.
و هي المكتبات المسؤولة عن طلب، وحفظ، ونسخ التراث الفكري الوطني للدولة، عن طريق الإيداع القانوني أو أي شكل آخر، وتقوم المكتبات بذلك من أجل خدمة الأجيال القادمة، والإيداع القانوني هو القانون الذي يُلزم المؤلف، أو النَّاشر بإيداع عدد من النُسخ المجانيّة من المطبوعات أو الكُتب الصادرة في المكتبة الوطنيّة، مُقابل أن تحمي الدولة لهم حقوقهم في أفكارهم ومؤلفاتهم، ويأُخذ المطبوع رقمًا للإيداع قبل أن يتم نشره.
تعتبر المكتبة الوطنية المكتبة المركزية للدولة والمركز الثقافي والمعلوماتي الذي يعكس تراث الأمة وتطورها العلمي والأدبي والثقافي، ولهذا انتبهت دول كثيرة في العالم إلى أهمية المكتبة الوطنية واعتبرت إنشاءها واجبا وطنيا، وحرصت الدول التي لا تسمح إمكاناتها الاقتصادية والبشرية بإقامة مكتبة وطنية على جعل إحدى المكتبات الكبرى في الدولة تقوم بمهام ومسؤوليات المكتبة الوطنية.
ومن أهم المكتبات الوطنية في العالم: مكتبة الكونغرس بواشنطن في الولايات المتحدة، ونجد إلى جانبها أيضا المكتبة الوطنية للطب والمكتبة الزراعية الوطنية وهما مكتبتان اختصاصيتان، كما نجد مكتبة لينين في موسكو.
وتشترك مكتبات أوروبا الوطنية في المكتبة الأوروبية.
بدأت معظم المكتبات الوطنية بالظهور خلال القرن التاسع عشر وهي تعتبر مستودع للمعلومات

## من وظائف المكتبة الوطنية
1.جمع وحفظ نسخ من كافة المطبوعات التي تصدر داخل وخارج الدولة.
2.إصدار الببليوجرافيا الوطنية.

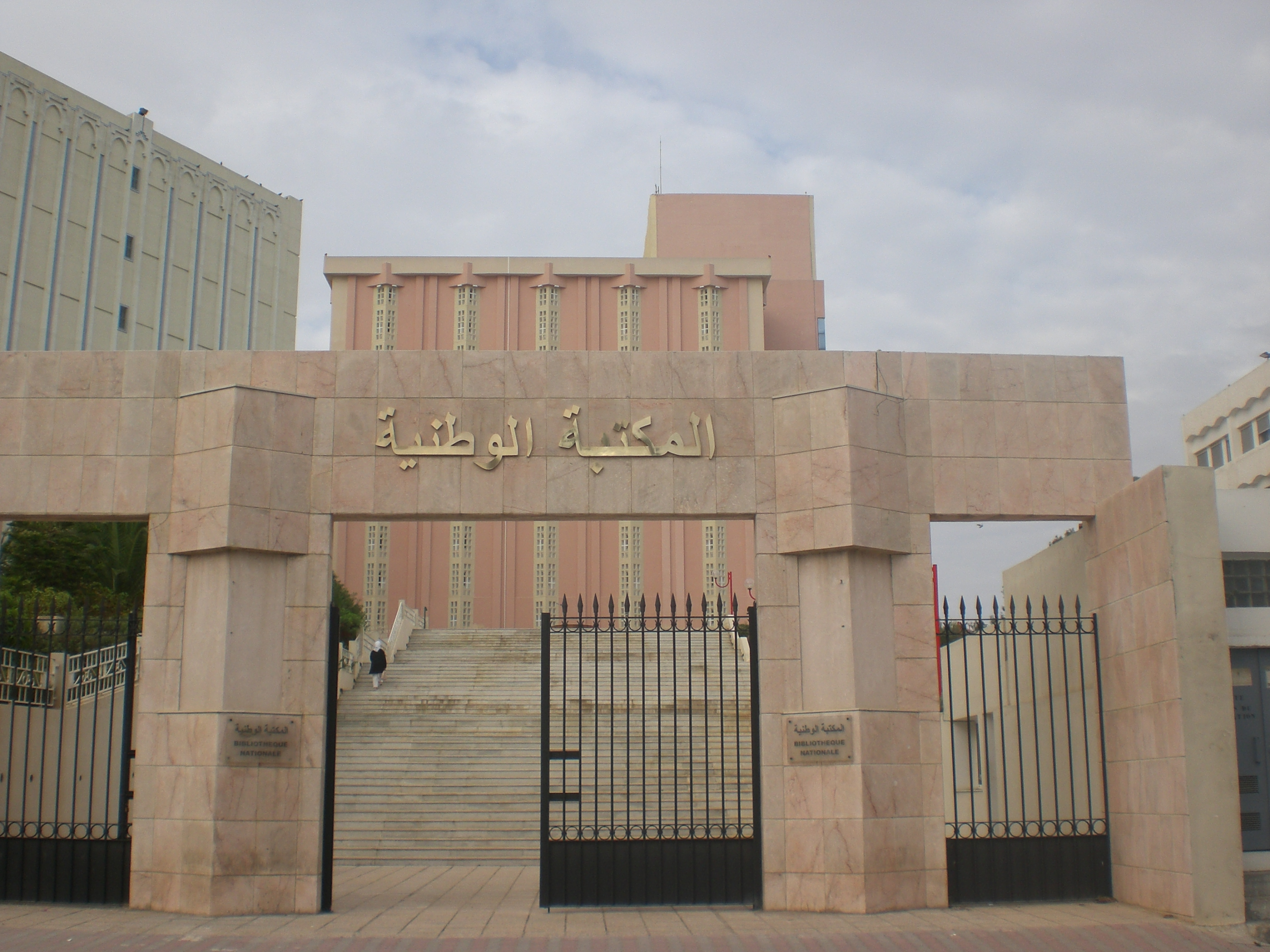
المكتبة الوطنية التونسية

3.إصدار دليل الخدمات المكتبية والمعلومات الأساسية للدولة ومؤسساتها.
4.جمع كل ما يكتب عن الدولة المؤسسة للمكتبة بمختلف لغات العالم وفي مختلف المجالات وحفظه وتنظيمه.
5. حفظ الوثائق المخطوطة المعاصرة والقديمة.
6.إصدار المعايير الوطنية الخاصة بالمكتبات والمعلومات.
7.الإشراف على برنامج الفهرسة أثناء النشر وإصدار البحوث والدراسات في مجال المكتبات والمعلومات.